# Molophilus (Molophilus) irregularis
Molophilus (Molophilus) irregularis is een tweevleugelige uit de familie steltmuggen (Limoniidae). De soort komt voor in het Australaziatisch gebied.